# Mia Goossen
Maria Engelina Wilhelmina (Mia) Goossen (Zeddam, 20 september 1925 – Nijmegen, 12 oktober 1970) was een Nederlands actrice.
Goossen studeerde aan de Toneelacademie Maastricht. Na haar afstuderen in 1953 was ze als actrice verbonden aan Toneelgroep Theater uit Arnhem. Ze speelde hoofdrollen in verschillende voorstellingen naar werken van Bertolt Brecht. In 1958 speelde ze de titelrol in de televisiebewerking van het boek Jane Eyre van Charlotte Brontë. Ook had ze rollen in de films Het mes (1961) en Als twee druppels water (1963), beide van Fons Rademakers.
Goossen overleed in 1970 op 45-jarige leeftijd in het Canisiusziekenhuis in Nijmegen, nadat ze daar een hersenoperatie had ondergaan.

## Filmografie
- Inzicht (1968) - televisiefilm
- Als twee druppels water (1963)
- Het Mes (1961)
- Jane Eyre (1958) - televisiefilm